# 假马协议
假马协议（也称假马竞标）是对破产公司或其资产的出价，在拍卖前作为有效底价进行安排。假马协议作为法庭拍卖的一部分（或前一阶段），目的是使破产公司资产价值最大化或避免较低出价。

## 延伸阅读
- Owsley, Henry. . City: Beard Books. 2005. ISBN 1-58798-267-6.
- Hillman, William. . City: Practising Law Institute (PLI). 2004. ISBN 0-87224-139-4.